# Clemens August von Kerckerinck zur Borg
Clemens August von Kerckerinck zur Borg (* 19. April 1720 in Haus Borg; † 1755) war Domherr in Münster und Paderborn sowie kurkölnischer Kämmerer.

## Leben

### Herkunft und Familie
Clemens August von Kerckerinck zur Borg entstammte als Sohn des Jobst Stephan von Kerckerinck zur Borg und seiner Gemahlin Maria Agnes Dorothea von Ketteler zu Bollen der alten westfälischen Erbmännerfamilie Kerckerinck, die im Münsterschen Erbmännerstreit eine wichtige Rolle gespielt hatte.
Er hatte folgende Geschwister:
- Theodora Elisabeth Franziska (1706–1770, ⚭ 1731 Caspar Bernhard Franz von Weichs zur Wenne (1695–1736))
- Sophie Josephine, ⚭ 1732 Ferdinand Wilhelm von der Recke zu Steinfurt (1707–1761)
- Kaspar Nikolaus.

### Wirken
Bevor Clemens August im Jahre 1740 wegen des Verzichts seines Bruders Kaspar Nikolaus in den Genuss der Dompräbenden in Münster und Paderborn kam, belegte er an der Universität Angers ein Vorbereitungsstudium. 1748 verzichtete er zugunsten von Franz Wilhelm von Fürstenberg in Münster und Clemens August von Plettenberg in Paderborn und heiratete die Baronesse Elisabeth de Surmont-Vlooswyt. Im gleichen Jahr wurde er kurkölnischer Kämmerer.
Nach dem Tod seines Bruders Kaspar Nikolaus 1746 wurde er Vormund für seinen Neffen, der ebenfalls Clemens August hieß. In dieser Funktion übernahm er auch die Verantwortung für den Konkursprozess der Familie. Die Vormundschaft legte er mit seiner Heirat 1748 nieder.

### Sonstiges
Clemens August war Patenkind des Fürstbischofs Clemens August.

### Auszeichnungen
13. März 1748 Großkreuzherr des St. Michael-Ritterordens.